# لایکا استاندارد
لایکا استاندارد (به انگلیسی: Leica Standard) یک دوربین عکاسی ساخت شرکت لایکا است.